# Преображенская, Нина Ильинична
Ни́на Ильи́нична Преображе́нская (в девичестве — Антоню́к, 16 февраля 1956, Ставище, Киевская область, Украинская ССР, СССР) — советская гребчиха, серебряный призёр Олимпийских игр. Заслуженный мастер спорта СССР (1978).

## Карьера
На Олимпиаде в Москве Нина в составе восьмёрки выиграла серебряную медаль.